# 奧爾維鎮區 (阿肯色州布恩縣)
奧爾維鎮區（英語：Olvey Township）是位於美國阿肯色州布恩縣的一個行政鎮區。

## 地方資料
根據2010年美國人口普查的數據，奧爾維鎮區的面積為30.61平方千米，當中陸地面積為30.58平方千米，而水域面積為0.03平方千米。當地共有人口440人，而人口密度為每平方千米14人。